# L'Ombre du feu
Pour plus de détails, voir Fiche technique et Distribution.
L'Ombre du feu (ほかげ, Hokage) est un drame historique japonais réalisé par Shin'ya Tsukamoto et sorti en 2023.

## Fiche technique
Sauf indication contraire, les informations mentionnées dans cette section peuvent être confirmées par les bases de données cinématographiques IMDb et Allociné,  présentes dans la section « Liens externes ».
- Titre : L'Ombre du feu
- Titre original : ほかげ (Hokage?)
- Réalisation : Shin'ya Tsukamoto
- Scénario : Shin'ya Tsukamoto
- Musique : Chū Ishikawa
- Décors :
- Photographie : Shin'ya Tsukamoto
- Son : Masaya Kitada
- Montage : Shin'ya Tsukamoto
- Production : Shin'ya Tsukamoto
- Sociétés de production : Kajiyu Theatre
- Société de distribution : Carlotta Films (France)
- Budget :
- Pays de production :  Japon
- Langue originale : japonais
- Format :
- Genre : Drame historique
- Durée : 95 minutes
- Dates de sortie :
  - Italie : 5 septembre 2023 (Venise)
  - Canada : 7 septembre 2023 (Toronto)
  - Japon :
    - 25 octobre 2023 (Tokyo)
    - 25 novembre 2023 (en salles)

  - France : 1er mai 2024

## Distribution
- Shuri
- Mirai Moriyama
- Ōga Tsukao (ja)
- Hiroki Kōno (ja)
- Gō Rijū (ja)
- Tatsushi Ōmori